# Rhamnus aurea
Rhamnus aurea là một loài thực vật có hoa trong họ Táo. Loài này được Heppeler miêu tả khoa học đầu tiên năm 1928.